# Nina Inhammar
Nina Karin Elise Inhammar Allard, född Inhammar 22 maj 1977 i Lidköping, är en svensk sångerska.
Inhammar är uppvuxen på en gård utanför Lidköping, men har även bott i Svalöv och Klippan. Under gymnasietiden gick hon musikestetisk linje, sjöng i ett jazzband och medverkade i Hässleholmsrevyn. 
Med sin medverkan i dokusåpan Friends på turné år 1999 blev Inhammar rikskänd. Gruppen Friends vann Melodifestivalen 2001. Efter att bandet splittrats, fortsatte Inhammar tillsammans med Kim Kärnfalk i duon Nina & Kim och de släppte 2004 albumet Bortom tid och rum.
Efter lång tids depression valde Inhammar att pausa sin musikaliska karriär. Hennes sista spelning tillsammans med Kim Kärnfalk hölls 16 december 2006 i Helsingborg. Hon är numera gift och bor på Hammarön utanför Karlstad tillsammans med sin man och son. Hon heter numer Allard i efternamn.